# (7359) Messier
(7359) Messier – planetoida z pasa głównego asteroid okrążająca Słońce w ciągu 5 lat i 166 dni w średniej odległości 3,1 j.a. Została odkryta 16 stycznia 1996 roku w Obserwatorium Kleť. Przed nadaniem nazwy planetoida nosiła oznaczenie tymczasowe (7359) 1996 BH.